# Geophis duellmani
Geophis duellmani är en ormart som beskrevs av Smith och Holland 1969. Geophis duellmani ingår i släktet Geophis och familjen snokar. Inga underarter finns listade i Catalogue of Life.
Arten förekommer i en bergstrakt i delstaten Oaxaca i södra Mexiko. Den lever mellan 1500 och 2200 meter över havet. Individerna vistas i molnskogar och de besöker ibland öppna ställen intill skogarna. Honor lägger ägg.
För beståndet är inga hot kända och hela populationen antas vara stabil. IUCN kategoriserar arten globalt som livskraftig.